# Onthophagus aenescens
Onthophagus aenescens är en skalbaggsart som beskrevs av Christian Rudolph Wilhelm Wiedemann 1823. Onthophagus aenescens ingår i släktet Onthophagus och familjen bladhorningar. Inga underarter finns listade i Catalogue of Life.